# Segellia lepida
Segellia lepida är en insektsart som beskrevs av Karsch 1893. Segellia lepida ingår i släktet Segellia och familjen gräshoppor. Inga underarter finns listade i Catalogue of Life.